# Tricoma lucida
Tricoma lucida är en rundmaskart som beskrevs av Timm 1970. Tricoma lucida ingår i släktet Tricoma och familjen Desmoscolecidae. Inga underarter finns listade i Catalogue of Life.